# Афрички биво
Афрички биво (лат. Syncerus caffer) је крупно говедо из породице шупљорогих говеда (Bovidae) која живе у афричким саванама.

## Опис
Афрички биво је висине до 1,7 и дужине до 3,4 метара, а тело и грађа је скоро идентична грађи домаћег говеда. Маса ових бивола достиже и до 900 килограма; мужјаци су крупнији од женки. Имају кратке ноге, врло снажно и дебело тело и реп који се завршава китњасто. Афрички биво је и највећи и најјачи члан рода говеда. Посебно се истиче необичним роговима који су спљоштени, закривљени према унутра и покривају читаво чело тако да само у средини остаје слободна уска пруга. Женка на свет доноси по једно младунче, које се од ње не одваја прве две године. У просеку биво живи 25 година.
Афрички биво је веома робусна врста. Његова висина рамена може да се креће од 1,0—1,7 m (3,3—5,6 ft), а дужина главе и тела може да се креће од 1,7—3,4 m (5,6—11,2 ft). Реп може бити дугачак од 70—110 cm (28—43 in). У поређењу са другим великим бовидима, има дугачко, али здепасто тело (дужина тела може премашити дивљег воденог бивола, који је тежи и виши) и кратке, али дебеле ноге, што резултира релативно кратком стајаћом висином. Кејпски биволи су тешки од 425—870 kg (937—1.918 lb), при чему су мужјаци обично већи од женки, достижући горњи распон тежине. Поређења ради, афрички шумски биволи, са 250—450 kg (550—990 lb), су само упола те величине. Глава му је ниско ношена; њен врх се налази испод задње линије. Предња копита бивола су шира од задњих, што је повезано са потребом да се издржи тежина предњег дела тела, који је тежи и моћнији од задњег.

## Понашање
Непредвидива природа и величина ових џинова их сврстава у ред најопаснијих афричких животиња.
Увек живе у крду које понекад броји неколико стотина јединки. Најчешће настањује мочварне пределе, а по читав дан проводи спавајући или преживљавајући на једном месту, најрадије у некој бари или у јами са муљем. Касно поподне или предвече устаје и без прекида пасе читаву ноћ до раног јутра. Воле станишта где близу постоји извор воде. Кад побесни или се уплаши, гази све што му се нађе на путу, с обзиром да је врло јака и брза животиња која достиже брзину од 55km/h. Није га могуће припитомити, чак ни укрштањем са домаћом стоком. 

## Грабљивци
Сем човека и лава биво нема правих непријатеља. Хијене и крокодили којих су мочваре препуне са времена на време ухвате неког младог бивола. 

## Подврсте
Постоје две различите форме ове врсте — саванска и шумска, а сем ових подврста постоје и краткороги, нилски и планински биво. Убедљиво највећа и најраспрострањенија подврста је савански афрички биво. 
| Слика | Подврста                                            | Опис | Дистрибуција                                                     |
| ----- | --------------------------------------------------- | --- | ---------------------------------------------------------------- |
|       | (кејпски бафало)                                    | Именована и највећа подврста, са великим мужјацима тежине до 870 kg (1.920 lb). Просечна тежина бикова из Јужне Африке била је 753 kg (1.660 lb). У Националном парку Серенгети, осам бикова је слично томе просечно тежило 751 kg (1.656 lb). У једном истраживању, одрасли бикови и краве из Националног парка Кругер су у просеку тежили 590 kg (1.300 lb) и 513 kg (1.131 lb) респективно. У Кенији и у Боцвани, просечна тежина одрасле јединке ове расе је процењена на 631 kg (1.391 lb). Биволи ове подврсте који живе на југу континента, приметно високи по величини и жестини, су такозвани кејпски биволи. Боја ове подврсте је најтамнија, скоро црна. | Јужна и Источна Африка.                                          |
|       | (шумски бивол, патуљасти биво или конгоански бивол) | Најмања подврста; висина у хрбату је мања од 120 , а просечна тежина је око 270 kg (600 lb), или отприлике величине зебре, и два до три пута лакша по маси од номиноване подврсте. Боја је црвена, са тамнијим мрљама на глави и раменима и ушима, формирајући четкицу. Ова подврста се толико разликује од кејпског бивола да неки истраживачи још увек сматрају да је то посебна врста, S. nanus. Хибриди између кејпског и шумског бивола нису неуобичајени. | Шумске области централне и западне Африке.                       |
|       | (судански бафало)                                   | Интермедијер између прве две подврсте. Његове димензије су релативно мале, посебно у поређењу са другим биволима који се налазе у Камеруну, који теже упола мање од кејпске подврсте (бикови тежине 600 kg (1.300 lb) се сматрају веома великим). Одрасле јединке имају просечну тежину до 400 kg (880 lb). | Западна Африка                                                   |
|       | (нилски бафало)                                     | Сличан је кејпском бизону, али је нешто мањи, а боја му је светлија. Понекад се сматра да је ова подврста иста као и судански бивол. | Централна Африка.                                                |
|       | (планински бафало или вирунга бафало)               | Није универзално признат од свих ауторитета. | планинска подручја Демократске Републике Конго, Руанде и Уганде. |

## Екологија
Афрички биво је једна од најуспешнијих паса у Африци. Живи у саванама, мочварама и плавним равницама, као и на травњацима мопана, и у шумама већих планина Африке. Овај биво преферира станиште са густим покривачем, попут трске и шикаре, али се може наћи и у отвореним шумама. Иако нису посебно захтевни у погледу станишта, вода им је потребна свакодневно, те зависе од вишегодишњих извора воде. Попут равничарске зебре, биво може да живи на високој, грубој трави. Крда бивола косе траву и праве место селективнијим биљоједима. Када се храни, биво користи свој језик и широки ред секутића да би јео траву брже од већине других афричких биљоједа. Биволи се не задржавају дуго на угаженим или осиромашеним површинама.
Осим људи, афрички биволи имају мало предатора и способни су да се бране од (и убијају) лавове. Лавови међутим редовно убијају и једу биволе, а у неким регионима биволи су примарни плен лавова. Често је потребно неколико лавова да оборе једног одраслог бивола, а цео чопор се може придружити лову. Међутим, пријављено је неколико инцидената у којима су усамљени одрасли мужјаци лавова успешно срушили одрасле биволе. Крокодил просечне величине обично напада само старе усамљене животиње и младу телад, иако могу да убију здраве одрасле јединке. Изузетно велики, стари мужјаци нилских крокодила могу постати полууобичајени предатори бивола. Гепард, леопард, афрички дивљи пас и пегава хијена су обично претња само новорођеној телади, иако су забележени већи кланови пегавих хијена који убијају краве (углавном гравидне) и, у ретким приликама, одрасле бикове.

### Болести
Афрички биво је подложан многим болестима, укључујући оне које се деле са домаћом говедом, као што су туберкулоза говеда, коридорска болест и слинавка и шап. Као и код многих болести, ови проблеми остају неактивни у популацији све док је здравље животиња добро. Ове болести, међутим, ограничавају легално кретање животиња и спроводи се ограђивање заражених подручја од незахваћених подручја. Неки чувари и менаџери дивљачи успели су да заштите и узгајају стада „без болести“ која постају веома вредна, јер се могу транспортовати. Најпознатији су напори Линдзи Хант да набави незаражене животиње из Националног парка Кругер у Јужној Африци. Неки биволи без болести у Јужној Африци продати су узгајивачима за близу 130.000 америчких долара.